# Drefféac
Drefféac é uma comuna francesa na região administrativa do País do Loire, no departamento de Loire-Atlantique. Estende-se por uma área de 14.16 km². Em 2010 a comuna tinha 2 279 habitantes (densidade: 160,9 hab./km²).